# Diogeniano (mestre dos soldados)
Diogeniano (em latim: Diogenianus), ou Diógenes segundo Teófanes, o Confessor, foi um oficial bizantino dos séculos V e VI, ativo durante o reinado dos imperadores Anastácio I Dicoro (r. 491–518) e Justino I (r. 518–527). Aparentado com a imperatriz Ariadne (r. 474–515), aparece pela primeira vez em 492 como um dos comandantes envolvidos na Batalha de Cotieu. Nos anos subsequentes envolveu-se na Guerra Isaura.

## Vida

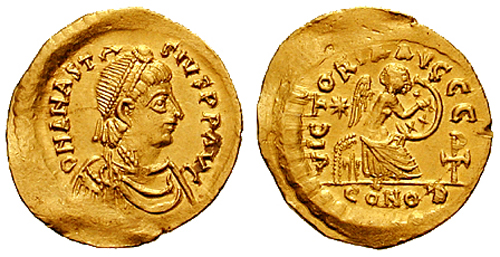
Semisse de r.

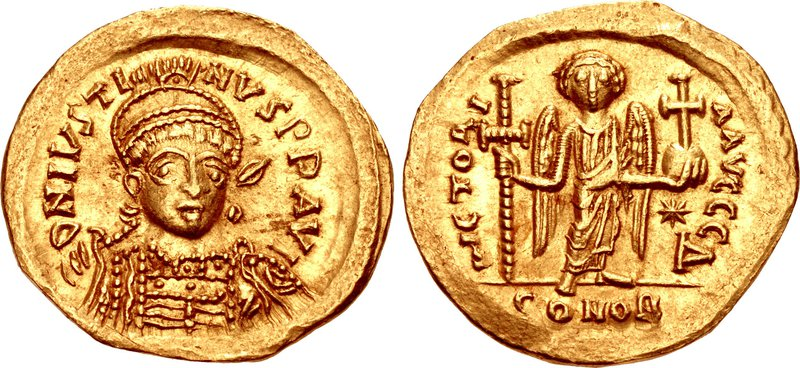
Soldo de r.

Diogeniano nasceu em local e data desconhecidos durante o século V. Nada se sabe sobre sua ascendência ou descendência, exceto que era aparentado, segundo João Malalas, com a imperatriz Ariadne (r. 474–515), a esposa dos imperadores Zenão (r. 474–475; 475–491) e Anastácio I Dicoro (r. 491–518). Diogeniano aparece pela primeira vez em 492 como um dos condes das escolas que participaram na Batalha de Cotieu. Foi um dos comandantes que Anastácio enviou para combater na Guerra Isaura (492–497), tendo realizado o fracassado cerco de Claudiópolis no qual acabou capturado e teve de ser libertado pelo general João, o Corcunda.
Em algum momento desconhecido, e sob circunstâncias igualmente desconhecidas, foi exilado por Anastácio. Segundo João Malalas em seu relato da Guerra Isaura, Diogeniano teria sido patrício por este período, porém os autores da Prosopografia do Império Romano Tardio sugerem, considerando não haver quaisquer outras inferências ao fato nas fontes do conflito, que, caso seja genuíno o relato, sua nomeação teria ocorrido após 518, quando Diogeniano retorna do exílio ao lado de Apião e Filoxeno, ambos também exilados por Anastácio, por intermédio do recém-empossado Justino I (r. 518–527). Em 518, foi nomeado mestre dos soldados do Oriente, provavelmente em substituição de Hipácio, permanecendo no ofício até 520, quando Hipácio reassumiria seu posto. Não é mais mencionado depois disso.